# Улица Анатолия Соловьяненко (Киев)
Улица Анатолия Соловьяненко (укр. Вулиця Анатолія Солов'яненка) — улица в Днепровском районе города Киева. Пролегает от бульвара Дарницкий до улицы Миропольская, исторически сложившаяся местность (район) Северо-Броварской массив.
Примыкает улица Юности.

## История
1-я Новая улица была проложена в 1960-е годы наряду с другими улицами жилого массива Северо-Броварского шоссе. Улица застраивалась в период 1965—1975 года вместе с другими улицами жилого массива (в период 1968—2018 годы — Комсомольского).
24 марта 1964 года 1-я Новая улица переименована на улица Александра Бойченко — в честь украинского советского писателя Александра Максимовича Бойченко, согласно Решению исполнительного комитета Киевского городского совета депутатов трудящихся № 379 «Про наименование и переименование улиц и площадей города Киева» («Про найменування та перейменування вулиць і площ м. Києва»). До этого в период 1955-1964 годы другая улица исторической местности Позняки носила название в честь Александра Бойченко. 
29 ноября 2019 года улица получила современное название — в честь украинского оперного певца Анатолия Борисовича Соловьяненко, согласно Решению Киевского городского совета № 3647 «Про наименование улицы в Днепровском районе города Киева» («Про перейменування вулиці у Дніпровському районі м. Києва»).

## Застройка
Улица пролегает в северо-восточном направлении параллельно улице Андрея Малышко. Улица имеет по одному ряду движения в обе стороны.
Парная и непарная стороны улицы заняты многоэтажной жилой (5-9-этажные дома) застройкой, учреждениями обслуживания — микрорайоны №№ 1 и 2 Северо-Броварского жилого массива. 
Учреждения:
1. дом № 4А — детсад № 568
2. дом № 9А — детсад № 503
3. дома № 12А — детсад № 591